# Guàrdies Rojos Obrers i Camperols
Els Guàrdies Rojos Obrers i Camperols (en coreà: 노농적위군) és una força miliciana paramilitar de Corea del Nord. És la principal força de defensa civil de la República Popular Democràtica de Corea (RPDC) amb una força d'aproximadament 3 milions i mig d'efectius superats en nombre pels membres en servei actiu i de reserva de l'Exèrcit Popular de Corea (EPC).
Va ser fundada el 14 de gener de 1959 pel president Kim Il-sung i no només està sota el control de la Comissió Nacional de Defensa i el Ministeri de les Forces Armades del Poble (que regula al EPC), sinó també del Partit del Treball de Corea (PTC) per mitjà del seu Departament de Defensa Civil.

## Estructura i armament
La milícia s'organitza a nivell de província, poble, ciutat i llogaret, i està estructurada en brigades, batallons, companyies i escamots de base. La milícia fa servir armes lleugeres d'infanteria (com a fusells d'assalt Tipus 58, versió nord-coreana del AK-47 rus), amb alguns morters i canons antiaeris i fins i tot equips més antics modernitzats com llançacoets múltiples, especialment el BM-14 i velles motocicletes Ural D-62, encara que algunes unitats estan desarmades; com ara les unitats dedicades a la logística i les unitats sanitàries.